# Vicar
Vicar, eigentlich Victor José Arriagada Rios (* 16. April 1934 in Santiago de Chile; † 3. Januar 2012 ebenda), war ein chilenischer Comiczeichner, der durch das Zeichnen von Donald-Duck-Geschichten für Disney international bekannt wurde.

## Leben
Vorbild für Vicar war Carl Barks, der selbst meinte, dass Vicar von allen Disney-Zeichnern seinem Stil am nächsten komme.
Vicar absolvierte zunächst ein Studium zum Elektronikingenieur und malte und zeichnete nur in seiner Freizeit. 1957 gewann er bei einem Zeichenwettbewerb der Journalistischen Vereinigung Chiles  den ersten Preis. Dies ermöglichte ihm eine Beschäftigung als politischer Karikaturist bei der Zeitschrift Mercurio. Seine Figur Ramón, ein Antiheld, hatte über viele Jahre eine eigene Reihe in der Zeitschrift.
Zwischen 1960 und 1975 lebte er in Barcelona und arbeitete dort für verschiedene Zeitschriften und Verlage. In dieser Zeit fertigte er auch einige Geschichten von Petzi und zeichnete für den Playboy. 1971 wurde der Verlag Egmont auf den Zeichner aufmerksam und ermöglichte ihm die Arbeit für Disney.
Im Anschluss lebte Vicar wieder in Santiago de Chile und galt als ein sehr produktiver Zeichner, der allein für Disney mehr als 10.000 Seiten anfertigte. Er zeichnete vor allem Donald-Duck-Geschichten, bei denen es um die Alltagsprobleme in Entenhausen geht.
Am 3. Januar 2012 starb er nach langer schwerer Krankheit im Alter von 77 Jahren. Er litt seit einiger Zeit an Leukämie.

## Donald-Duck-Geschichten (Auswahl)
- 1976: Totalschaden (A Smashing Afternoon), dt. 2007
- 1977: Besuch von einem anderen Stern (The Return of the Micro-Ducks from Outer Space), dt. 1977
- 1981: In der Zwickmühle (Donald’s Dilemma), dt. 2004
- 1986: Der Winterwettbewerb der Erfinder (The Winter Contest), dt. 1986
- 1986: Der doppelte Donald (The Unemployment Problem), dt. 1987
- 1996: Der Herr der Pflanzen (Modern Times), dt. 1997
- 1997: Sicherheit für Entenhausen (Crimebustin' Donald), dt. 1997
- 2001: Im Bann des Blitzdämons (The Demon Genius), dt. 2005
- 2005: Doppelgänger im Mittelalter (The Age of Chivalry), dt. 2006
- 2009: Der Schnall-Schlitten (No Business Like Snow Business), dt. 2009
- 2012: Alles auf Pump (Master Gold), dt. 2016
- 2016: Der Herzog von Entenhausen (Life is a lottery), dt. 2017